# Martin Vingaard
Martin Vingaard Hansen (født 20. marts 1985) er en dansk fodboldtræner og tidligere fodboldspiller, der er træner for F.C. Københavns U/17-hold. 
Som aktiv fodboldspiller spillede Martin Vingaard som midtbanespiller for bl.a. Esbjerg fB, FC København og FC Nordsjælland

## Karriere
Martin Vingaard er tidligere U/19- og U/20-landsholdsspiller og har spillet en enkelt ligalandsholdskamp. Som Esbjerg-spiller debuterede han på det danske A-landshold den 29. maj 2008 i en kamp mod Holland.
I sommeren 2009 skiftede han til FC København, og med denne klub blev han dansk mester i sin første sæson. Han scorede i begge FC Københavns UEFA-cup kampe mod Manchester City i 1/8 finalerne i 2009. Den 29. oktober 2010 scorede Martin Vingaard sit første mål i Champions League i 2-0 sejren over Panathinaikos.
Efter fire år i FC København blev Vingaard i sommeren 2013 solgt til FC Nordsjælland. Hans kontrakt udløb i sommeren 2016, hvorpå han skiftede til amerikanske Tampa Bay. Efter opholdet i Florida vendte han tilbage til Danmark i 2020, hvor han fik kontrakt med HB Køge, hvor han stoppede den aktive karriere. 

## Træner
Den 29. september 2022 blev det offentliggjort, at Vingaard blev ansat som træner for FCK’s U/17-hold. 

## Titler
F.C. København
- Superligaen: 2008–09, 2009–10, 2010-11 & 2012-13
- DBU Pokalen: 2008-09 & 2011-12